# Contea di Moniteau
La contea di Moniteau in inglese Moniteau County è una contea dello Stato del Missouri, negli Stati Uniti. La popolazione al censimento del 2000 era di 14 827 abitanti. Il capoluogo di contea è California